# Британский совет по классификации фильмов
Брита́нский сове́т по классифика́ции фи́льмов (англ. British Board of Film Classification, сокращённо BBFC) — неправительственная организация, ответственная за национальную классификацию и цензуру фильмов и (до июля 2012 года) видеоигр в Великобритании.
Организация изначально называлась Британским советом киноцензуры (англ. British Board of Film Censors).

## История
BBFC был основан в 1912 году как Британский совет по киноцензуре под эгидой Объединённой ассоциации производителей кинематографа ассоциациями киноиндустрии, которые предпочитали сами заниматься цензурой, а не поручать это национальным или местным органам власти. Непосредственным толчком к созданию совета послужил скандал, вызванный выходом в Великобритании в октябре 1912 года фильма «От яслей до креста» о жизни Иисуса. Фильм, показанный в Куинс-холле в Лондоне, получил широкую огласку благодаря возмущению в Daily Mail, которая задавалась вопросом: «Неужели для создателей фильма нет ничего святого?» — и возмущалась прибылью американских кинопродюсеров. Несмотря на то, что духовенство было приглашено на просмотр и не увидело ничего оскорбительного,  разногласия привели к добровольному созданию BBFC, который начал свою работу 1 января 1913 года.
Закон о кинематографе 1909 года требовал, чтобы кинотеатры получали лицензии от местных властей. Закон был принят в целях общественной безопасности после пожаров, вызванных воспламенением нитратной плёнки в неподходящих местах (на ярмарках и в магазинах, которые были поспешно переоборудованы в кинотеатры), но в следующем году решением суда было установлено, что критерии выдачи или отказа в выдаче лицензии не должны ограничиваться вопросами здоровья и безопасности. Учитывая, что закон теперь позволял муниципалитетам выдавать или отказывать в выдаче лицензий кинотеатрам в зависимости от содержания фильмов, которые они показывали, закон 1909 года, таким образом, позволил ввести цензуру.
Киноиндустрия, опасаясь экономических последствий практически нерегулируемой инфраструктуры цензуры, создала BBFC, чтобы взять процесс под свой контроль и создать собственную систему саморегулирования. Выплачивая гонорар в размере 2 фунтов стерлингов за каждую просмотренную катушку фильма и назначая группу зрителей под руководством цензора, ни у кого из которых не было интересов в киноиндустрии, растущая киноиндустрия аккуратно создала цензурный орган, который был одновременно самоокупаемым и строго беспристрастным, и поэтому на него не влияли какие-либо секционные интересы внутри киноиндустрии или за ее пределами. Офисы совета первоначально находились по адресу 133-135 Оксфорд-стрит, Лондон; здание расположено на пересечении с Уордор-стрит, центром британской киноиндустрии для многих. лет.
В отличие от американской Администрации по контролю за соблюдением производственного кодекса, у которой был письменный список нарушений в Кодексе производства кинофильмов, у Британского совета по классификации фильмов не было письменного кодекса, и он неясно объяснял продюсерам, что является нарушением. Однако некоторая ясность наступила в 1916 году, когда тогдашний президент BBFC Т. П. О’Коннор перечислил 43 нарушения из ежегодных отчётов BBFC за 1913–1915 годы во время заседания Национального совета по общественной морали: Комиссия по расследованию в сфере кино (1916), указав, в каких случаях может потребоваться вырезать сцену из фильма. Среди них были:
1. Непристойные, двусмысленные и непочтительные заголовки и субтитры
2. Жестокое обращение с животными
3. Непочтительное отношение к священным предметам
4. Пьяные сцены , доведенные до крайности
5. Вульгарные аксессуары в постановке
6. Образ действий преступников
7. Жестокое обращение с маленькими детьми и чрезмерное жестокое обращение и пытки взрослых, особенно женщин
8. Ненужная демонстрация нижнего белья
9. Проявление обильного кровотечения
10. Обнаженные фигуры
11. Оскорбительная вульгарность и непристойное поведение и одежда
12. Неприличные танцы
13. Чрезмерно страстные любовные сцены
14. Сцены купания, выходящие за рамки приличия
15. Ссылки на противоречивую политику
16. Отношения капитала и труда
17. Сцены, направленные на унижение общественных деятелей и институтов
18. Реалистичные ужасы войны
19. Сцены и происшествия, рассчитанные на то, чтобы предоставить врагу информацию
20. Инциденты, которые могут навредить нашим союзникам
21. Сцены, выставляющие униформу короля на посмешище
22. Темы, связанные с Индией, в которых британские офицеры предстают в неприглядном свете, а также другие темы, намекающие на нелояльность британских офицеров, местных правителей или подрывающие престиж Великобритании в империи
23. Использование трагических событий войны в своих интересах
24. Ужасные убийства и сцены удушения
25. Казни
26. Последствия бросания купороса
27. Пристрастие к наркотикам, например, к опиуму, морфию, кокаину и т. д.
28. Темы, связанные с торговлей белыми рабами
29. Темы, связанные с умышленным соблазнением девушек
30. «Первая ночь»
31. Сцены, наводящие на мысль о безнравственности
32. Неделикатные сексуальные ситуации
33. Ситуации, обостряющие напряжённые отношения в браке
34. Мужчины и женщины в постели вместе
35. Незаконные отношения
36. Проституция и сводничество
37. Случаи, указывающие на реальное совершение преступлений против женщин
38. Сцены, изображающие последствия венерических заболеваний, наследственных или приобретённых
39. Случаи, указывающие на кровосмесительные отношения
40. Темы и отсылки, связанные с «расовым самоубийством»
41. Ограничения
42. Сцены, снятые в беспорядочных домах
43. Материализация традиционной фигуры Христа.

В 1926 году в ежегодном отчёте BBFC были указаны основания для цензуры по семи широким категориям, включая вопросы, связанные с религией, политикой, армией, обществом, вопросами пола, преступностью и жестокостью.  Некоторые решения, принятые в первые годы, сейчас вызывают насмешки. В 1928 году в отчёте комиссии экспертов, как известно, утверждалось, что сюрреалистический фильм Жермен Дюлак«Раковина и священник» был «почти бессмысленным», но: «Если в нём и есть смысл, то он, несомненно, вызывает возражения». 
На протяжении всего существования Совета между BBFC и правительством поддерживались неформальные связи разной степени близости. В период до Второй мировой войны BBFC внедрил обширную, но неофициальную систему политической цензуры для Министерства внутренних дел. По мере того как кино становилось социально значимым средством массовой информации, правительства опасались, что его могут использовать в пропагандистских целях, и, как это произошло в Советском Союзе и нацистской Германии, препятствовали выражению противоречивых политических взглядов в британских фильмах. Эта тенденция достигла своего апогея в 1930-х годах. После протестов со стороны посольства Германии после выхода фильма, в котором была показана казнь Эдит Кэвелл («Рассвет», 1928, реж. Герберт Уилкокс), Министерство внутренних дел оказало сильное политическое давление на BBFC. Была введена система проверки сценариев, согласно которой британские студии должны были предоставлять BBFC сценарии до начала съёмок. К импортным голливудским фильмам относились не так строго, как к британским, поскольку BBFC считал, что зрители будут воспринимать американское кино как отражение иностранной культуры и, следовательно, не будут применять содержащиеся в нём политические посылы к своей собственной жизни. Таким образом, в то время как гангстерские фильмы «Уорнер Бразерс» и другие голливудские фильмы 1930-х годов, в которых открыто говорилось о преступности и последствиях Великой депрессии, выходили в Великобритании практически без купюр, эти темы были строго запрещены для британских кинематографистов.
Во время Второй мировой войны функции политической цензуры BBFC фактически перешли к отделу кино Министерства информации, и BBFC так и не восстановил их в той же степени, что и до войны. Растущий послевоенный либерализм привёл к тому, что с 1950-х годов споры вокруг BBFC в большей степени касались изображения секса и насилия, чем политического самовыражения. Было несколько примечательных исключений: «Уступи ночи» (Великобритания, 1956, реж. Дж. Ли Томпсон), в котором выступала против смертной казни; «Комната наверху» (Великобритания, 1959, реж. Джек Клейтон), в котором затрагивалась тема классового неравенства; «Жертва» (Великобритания, 1961, реж. Бэзил Дирден), в котором косвенно высказывалось мнение о легализации гомосексуализма. Все эти фильмы вызвали споры в BBFC.
Осенью 1972 года лорд Лонгфорд и Рэймонд Блэкберн решили подать апелляцию по поводу классификации фильма «Язык любви» как порнографического в Апелляционный суд к лорду Деннингу, MR; им не удалось получить судебный приказ mandamus против комиссара столичной полиции, который отказался вмешиваться в полномочия BBFC.

### Изменение названия и сферы применения
В 1984 году  совет изменил своё название на Британский совет по классификации фильмов, чтобы «отразить тот факт, что классификация играет гораздо более важную роль в работе совета, чем цензура». [нужна ссылка] Холдинговая компания правления, Зарегистрированная Ассоциация производителей кинематографов, в следующем году привела свое название в соответствие с правлением (за этим последовало еще одно незначительное изменение в 2003 году в Британском совете по классификации фильмов). В то время на него была возложена ответственность за классификацию видеороликов для проката или покупки для просмотра дома, а также фильмов, демонстрируемых в кинотеатрах. Домашние видео- и киноверсии фильма обычно получают один и тот же рейтинг, хотя иногда фильм может получить более строгий рейтинг для домашнего видеорынка (иногда из-за дополнительных функций), поскольку детям проще смотреть домашнее видео, чем ходить в кино.
В декабре 1986 года первой компьютерной игрой, получившей сертификат BBFC, стало иллюстрированное текстовое приключение под названием «Дракула», основанное на романе Брама Стокера и опубликованное CRL. Игра получила сертификат 15. Первой компьютерной игрой, получившей 11 декабря 1987 года  рейтинг 18+, было ещё одно иллюстрированное текстовое приключение под названием «Джек-потрошитель», также от CRL, в котором рассказывалось о печально известных реальных убийствах в викторианском Лондоне. Ужас в обеих играх в основном передавался через детализированную прозу. Если бы издатели игр перепечатали текст игр в виде книги, она не получила бы рейтинг, поскольку BBFC не контролирует печатные СМИ. На обложках обеих игр было множество наклеек с сертификатами, чтобы родители и продавцы знали, что эти игры не предназначены для детей, поскольку компьютерные игры с сертификатами BBFC ранее были неслыханным делом.
Первой видеоигрой, которой BBFC отказала в классификации, была Carmageddon в 1997 году, но позже модифицированная версия игры получила сертификат 18+. В июне 2007 года Manhunt 2 было отказано в классификации как для версии PlayStation 2, так и для версии Wii, а это означало, что игру нельзя было продавать или распространять в Соединённом Королевстве. Была создана модифицированная версия, которая была одобрена ESRB, но BBFC по-прежнему отказывала в классификации. Второе решение позже было отменено Апелляционным комитетом по видео (независимым органом, созданным в соответствии с законодательством); затем BBFC обратилась в Верховный суд с просьбой о судебном пересмотре решения VAC. Высокий суд постановил, что VAC допустила ошибки в законодательстве, и обязал VAC пересмотреть своё решение; впоследствии VAC постановила, что модифицированная версия игры должна получить сертификат 18+, который BBFC принял.
16 июня 2009 года Министерство культуры, СМИ и спорта Великобритании приняло решение в пользу системы PEGI в качестве единственной системы классификации видеоигр и программного обеспечения в Великобритании. Это решение, в отличие от предыдущего, позволит применять рейтинги PEGI на законных основаниях, как и рейтинги BBFC. Первоначально предполагалось, что закон вступит в силу 1 апреля 2011 года,  но он был введен в действие 30 июля 2012 года. 
Netflix и BBFC объявили о партнерстве в области возрастной классификации 13 марта 2019 года. Netflix будет классифицировать свой контент в Соединенном Королевстве в соответствии с рейтингами BBFC. Это партнерство было заключено в то время, когда цифровые медиа набирают популярность во всем мире и когда родители обеспокоены тем, что дети видят неприемлемый контент на видео по запросу или на игровых онлайн-платформах. Внедрение рейтингов BBFC в контент Netflix в Великобритании вступило в силу в конце октября 2019 года.

## Действующие рейтинги
Данные рейтинги BBFC использует с 2019 года. Изображения современных рейтингов появились в 2019 году, их форма — в 1982, а цветовое решение — в 2002 году.
| Логотип | Наименование                                            | Описание |
| ------- | ------------------------------------------------------- | --- |
|         | Universal (Для всех)                                    | Игры и фильмы с данным рейтингом не имеют никаких возрастных ограничений и доступны для людей 4 лет. В кино заменяет рейтинги G у MPAA и ACB, и 0 у FSK. В видеоиграх заменяет рейтинги Early Childhood у ESRB, 0+ у USK и 3+ у PEGI. |
|         | Parental Guidance (Рекомендовано присутствие родителей) | Допускаются люди любого возраста, однако некоторый материал может быть неподходящим для детей до 8 лет. Поэтому для детей рекомендуется присутствие родителей. В кино заменяет рейтинги PG у MPAA и ACB, и 6 и 12 у FSK. В видеоиграх заменяет рейтинги Everyone (ранее Kids to Adults) у ESRB, 6+ у USK и 7+ у PEGI.                                                                                         |
|         | 12 certificate (Для лиц от 12 лет)                      | Неподходящие видеоигры и фильмы для детей младше 12 лет. Они могут содержать излишние насилие, ненормативную лексику. «12A» применяетсяисключительно для кинотеатрального релиза и разрешает показ лицам до 12 только в сопровождении взрослых. В кино заменяет рейтинги PG-13 и R у MPAA, M у ACB и 12 у FSK. В видеоиграх заменяет рейтинги Everyone 10+ и Тeen 13+ (ранее Teens) у ESRB, 12+ у PEGI и USK. |
|         | 15 certificate (Для лиц от 15 лет)                      | Неподходящие видеоигры и фильмы для детей и подростков младше 15 лет. Они содержат ненормативную лексику, жёсткое насилие, сексуальные темы, а также сцены с употреблением наркотиков или алкоголя. В кино заменяет рейтинги R у MPAA, МА15+ у ACB и 12 и 16 у FSK. В видеоиграх заменяет рейтинги Teen 13+ (раннее Teens) и Mature 17+ у ESRB, 16+ у PEGI и USK.                                             |
|         | 18 certificate (Для лиц от 18 лет)                      | Неподходящие видеоигры и фильмы для детей и подростков. Они содержат дискриминацию, насилие, чрезмерное кровопролитие, секс. В кино заменяет рейтинги R и NC-17 (ранее X) у МРАА, R18+ у ACB и 16 и 18 у FSK. В видеоиграх заменяет рейтинги Mature 17+ и Аdults Оnly 18+ у ESRB, 18+ у PEGI и USK. |
|         | Restricted 18 (Ограничено: для лиц от 18 лет и старше)  | Такие фильмы содержат нецензурные слова, насилие, кровь. В кино заменяет рейтинги NC-17 (X) у MPAA, Х18+ у ACB и 18 у FSK. |

## Президенты
- Джордж А. Редфорд (1 января 1913 — 12 ноября 1916)
- Т. П. О’Коннор (11 декабря 1916 — 18 ноября 1929) (умер на посту)
- Эдвард Шортт (21 ноября 1929 — 10 ноября 1935)
- Уильям Тиррелл, 1-й барон Тиррелл (25 ноября 1935 — 14 марта 1947) (умер на посту)
- Сэр Сидни Харрис (31 марта 1947 — июнь 1960)
- Герберт Моррисон, барон Моррисон из Ламбета (июнь 1960 — 6 марта 1965)
- Дэвид Ормсби-Гор, 5-й барон Харлех (21 июля 1965 — 26 января 1985) (умер на посту)
- Джордж Ласселлс, 7-й граф Хэрвуд (июнь 1985 — 18 декабря 1997)
- Андреас Уиттам Смит (18 декабря 1997 — 1 августа 2002)
- Сэр Квентин Томас (1 августа 2002 — 17 октября 2012)
- Патрик Сваффер (17 октября 2012 — 17 октября 2022)
- Наташа Каплински (17 октября 2022 г. — настоящее время.